# Songs of Loss & Love
Songs of Loss & Love è un album del cantante britannico David Knopfler, pubblicato nel 2020.

## Tracce
1. We Go Down – 3:56
2. Grace of My Girls – 4:20
3. The Sun’s Going Down – 5:10
4. Take Me Back – 2:49
5. Weary Blues – 2:21
6. You Shine – 4:26
7. This Isn’t Kansas Anymore – 6:07
8. The Song of Love – 4:42
9. Never Knowing Why – 6:49
10. Say It Isn’t So – 5:28
11. Walk Around – 5:18
12. A Brand New Day – 4:05
13. Songs of Loss and Love – 5:08